# Island (film, 1989)
Pour les articles homonymes, voir Island.
Pour plus de détails, voir Fiche technique et Distribution.
Island est un film australien réalisé par Paul Cox sur l'île grecque d'Astypalée, sorti en 1989.

## Distribution
- Irène Papas
- Eva Sitteová
- Anoja Weerasinghe
- Chris Haywood
- François Bernard